# Mount Sandow
Mount Sandow är ett berg i Antarktis. Det ligger i Östantarktis. Australien gör anspråk på området. Toppen på Mount Sandow är 1 380 meter över havet.
Terrängen runt Mount Sandow är kuperad österut, men västerut är den platt. Trakten är obefolkad. Det finns inga samhällen i närheten.